# 브라질갈색박쥐
브라질갈색박쥐(Eptesicus brasiliensis)는 애기박쥐과에 속하는 박쥐의 일종이다. 남아메리카와 중앙아메리카에서 발견된다.